# Lubania (gromada)
Lubania (niepoprawnie Lubań) – dawna gromada, czyli najmniejsza jednostka podziału terytorialnego Polskiej Rzeczypospolitej Ludowej w latach 1954–1972.
Gromady, z gromadzkimi radami narodowymi (GRN) jako organami władzy najniższego stopnia na wsi, funkcjonowały od reformy reorganizującej administrację wiejską przeprowadzonej jesienią 1954 do momentu ich zniesienia z dniem 1 stycznia 1973, tym samym wypierając organizację gminną w latach 1954–1972.
Gromadę Lubania siedzibą GRN w Lubani utworzono – jako jedną z 8759 gromad na obszarze Polski – w powiecie rawskim w woj. łódzkim, na mocy uchwały nr 37/54 WRN w Łodzi z dnia 4 października 1954. W skład jednostki weszły obszary dotychczasowych gromad Lubania, Rudka, Trębaczew, Trębaczew Nowy, Władysławów, Żelazna i Żelazna Nowa ze zniesionej gminy Lubania w tymże powiecie. Dla gromady ustalono 14 członków gromadzkiej rady narodowej.
1 stycznia 1958 do gromady Lubania przyłączono część zniesionej gromady Rosocha (wieś Olszowa Wola Nowa, wieś Olszowa Wola i kolonia Żelazna Mała).
1 stycznia 1959 do gromady Lubania przyłączono obszar zniesionej gromady Kłopoczyn.
Gromada przetrwała do końca 1972 roku, czyli do kolejnej reformy gminnej.